# Särkioja
De Särkioja is een beek die stroomt in de Zweedse  gemeente Pajala. De rivier verzorgt de afwatering van het Särkijärvi. Ze stroomt zuidwaarts weg door moerassen en vloeit na verloop van tijd samen met andere beken om zo de Särkirivier te vormen.
Afwatering: Särkioja → Särkirivier → Keräntörivier → Lainiorivier → Torne → Botnische Golf